# Stephen Frears

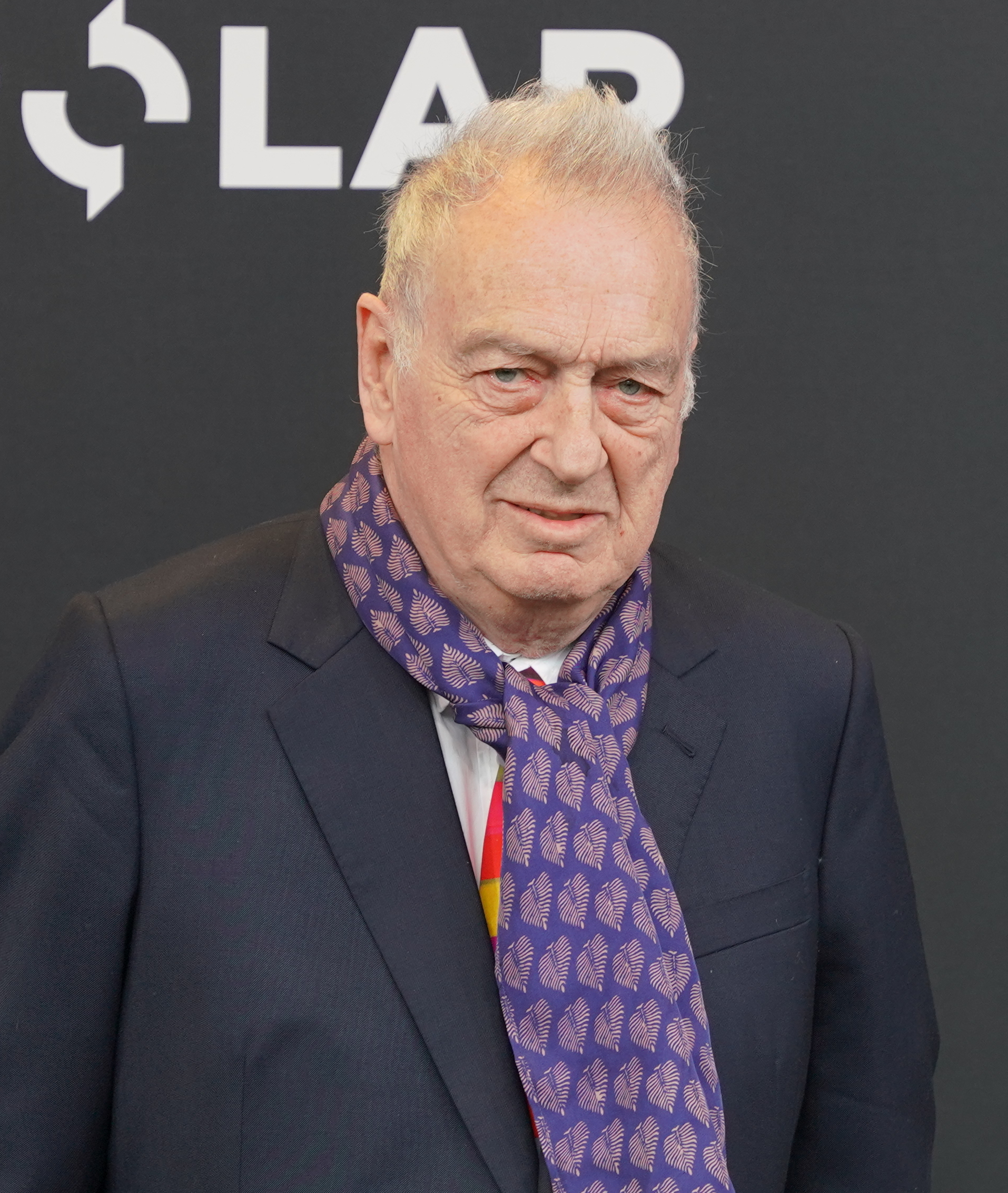
Stephen Frears (2025)

Sir Stephen Arthur Frears (* 20. Juni 1941 in Leicester, England) ist ein britischer Regisseur und Filmproduzent.

## Leben
Stephen Frears ist der Sohn einer Sozialarbeiterin und eines praktischen Arztes. Er besuchte die Gresham’s School in Norfolk und absolvierte das Trinity College der Universität Cambridge. Frears kam in den 1960er Jahren über das Theater zum Film, zunächst als Regieassistent von Karel Reisz. In den 1970er Jahren arbeitete er für das Fernsehen. Erst sein 1985 erschienener Film Mein wunderbarer Waschsalon brachte ihm den Durchbruch. Seitdem gilt er als einer der führenden Regisseure des „New British Cinema“.

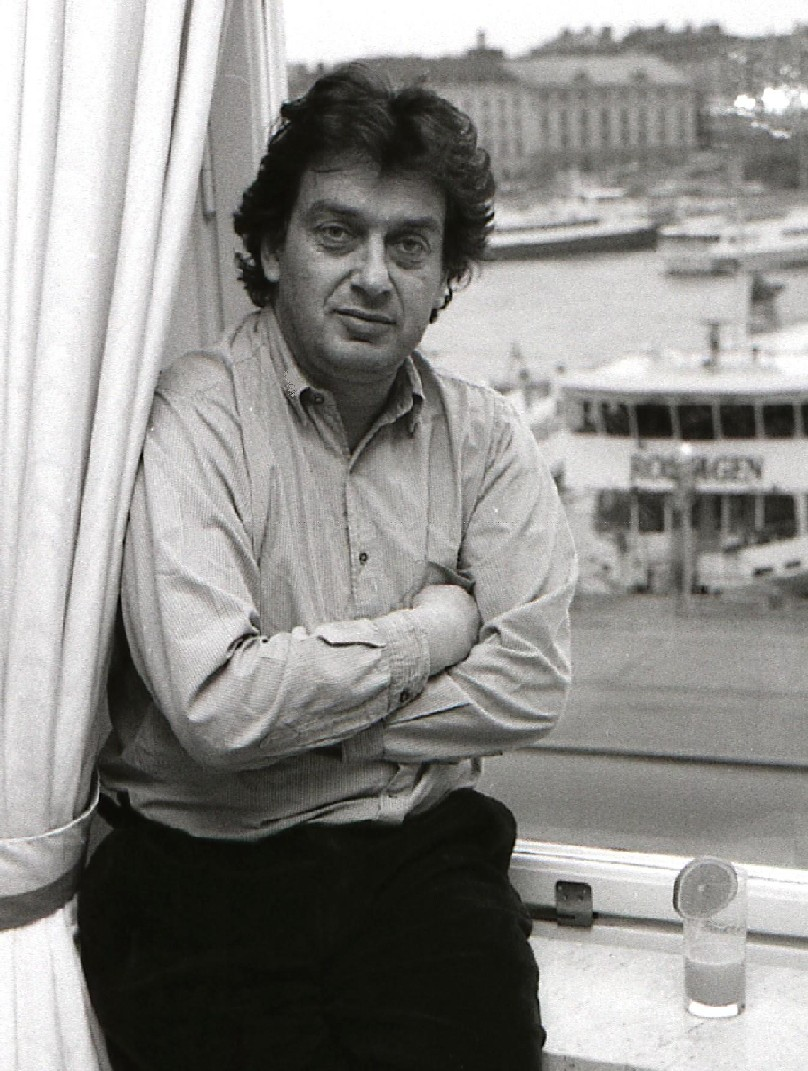
Stephen Frears (1989)

Im Mai 2007 war Frears Vorsitzender der Jury bei den 60. Internationalen Filmfestspielen von Cannes. Im selben Jahr war er für seine Regiearbeit für den Film Die Queen über Elizabeth II. und den Tod von Prinzessin Diana für einen Oscar nominiert. Bereits 1991 hatte er eine Oscar-Nominierung als bester Regisseur für das Drama Grifters erhalten. 1999 gewann er auf der Berlinale für Hi-Lo Country den Silbernen Bären für die beste Regie. 2011 wurde Frears mit dem Europäischen Filmpreis für sein Lebenswerk bedacht. Bei der B3 Biennale des bewegten Bildes wurde er 2023 mit dem BEN Award für sein Lebenswerk ausgezeichnet.
Neben seiner Arbeit bei Film und Fernsehen ist Stephen Frears Gastdozent an der britischen National Film and Television School im Fach Regie. Im Jahr 1968 heiratete er Mary-Kay Wilmers; sie haben zwei Söhne, die nach der Scheidung bei der Mutter aufwuchsen. Der Sohn Sam hat das Riley-Day-Syndrom. Frears ist seit 1992 erneut verheiratet.

## Filmografie
- 1968: The Burning (Kurzfilm)[2]
- 1971: Gumshoe
- 1973: Sunset Across the Bay
- 1979: Blutige Streiche (Bloody Kids)
- 1983: Walter and June (Fernsehfilm)
- 1983: Saigon: Year of the Cat (Fernsehfilm)
- 1984: Späte Blüte (December Flower, Fernsehfilm)
- 1984: The Hit
- 1985: Mein wunderbarer Waschsalon (My Beautiful Laundrette)
- 1987: Das stürmische Leben des Joe Orton (Prick Up Your Ears)
- 1987: Sammy und Rosie tun es (Sammy and Rosie Get Laid)
- 1988: Gefährliche Liebschaften (Dangerous Liaisons)
- 1990: Grifters (The Grifters)
- 1992: Ein ganz normaler Held (Hero)
- 1993: The Snapper
- 1994: Bilder in Bewegung – Das Jahrhundert des Kinos (5. Episode)
- 1994: A Personal History of British Cinema by Stephen Frears (Typisch britisch)
- 1996: Mary Reilly
- 1996: Fisch & Chips (The Van)
- 1998: Hi-Lo Country (The Hi-Lo Country)
- 2000: High Fidelity
- 2000: Liam
- 2000: Fail Safe – Befehl ohne Ausweg (Fail Safe)
- 2002: Kleine schmutzige Tricks (Dirty Pretty Things)
- 2003: Doppelspitze (The Deal, Fernsehfilm)
- 2005: Lady Henderson präsentiert (Mrs. Henderson Presents)
- 2006: Die Queen (The Queen)
- 2009: Chéri – Eine Komödie der Eitelkeiten (Chéri)
- 2010: Immer Drama um Tamara (Tamara Drewe)
- 2012: Lady Vegas (Lay the Favorite)
- 2013: Muhammad Ali’s Greatest Fight
- 2013: Philomena
- 2015: The Program – Um jeden Preis (The Program)
- 2016: Florence Foster Jenkins
- 2017: Victoria & Abdul
- 2018: A Very English Scandal (Dreiteiliger Fernsehfilm)
- 2019: State of the Union (Zehnteilige Fernsehserie)
- 2020: Quiz (Miniserie, drei Episoden)
- 2022: The Lost King
- 2024: The Regime (Miniserie, drei Episoden)

## Ehrungen
- 2009: Commandeur des Ordre des Arts et des Lettres[3]
- 2006: Lifetime Achievement Award des Zurich Film Festival
- 2023 Knight Bachelor[4]
- 2023 B3 BEN Award für sein Lebenswerk[1]
- 2025 Goldener Mops des Filmfest Bremen[5]

## Veröffentlichungen
- The Burning. Lindsay Anderson, England 1968
- Saigon: Year of the Cat. Michael Dunlop, David Hare, Verity Lambert. Thames Television, United Kingdom 1983
- Sunset Across the Bay Innes Lloyd. BBC, United Kingdom 26 Oct 2009.
- A Personal History of British Cinema by Stephen Frears. British Film Institute (BFI), United Kingdom 1994.
- Gumshore. Sony Pictures Home Ent. UK, United Kingdom 20 Sep 2010